# Peziza udicola
Peziza udicola är en svampart som beskrevs av Svrcek. Peziza udicola ingår i släktet Peziza och familjen Pezizaceae.   Inga underarter finns listade i Catalogue of Life.